# Jan Kaczkowski
Jan Adam Kaczkowski (Gdynia, 19 de julho de 1977 - Sopot, 28 de março de 2016) foi um sacerdote católico, doutor em ciências teológicas, bioeticista e vlogger polonês. Organizou e dirigiu o Hospício de Puck.

## Biografia
Jan Kaczkowski nasceu em 19 de julho de 1977, em Gdynia, Polônia. Depois de terminar o ensino médio, Kaczkowski foi admitido no Seminário Teológico de Gdańsk, onde em 2002 defendeu sua tese de mestrado em teologia. No mesmo ano foi ordenado sacerdote. Kaczkowski continuou seus estudos e, em 2007, obteve o doutorado em teologia na Universidade Cardeal Stefan Wyszyński em Varsóvia e, um ano depois, concluiu a pós-graduação em bioética na Pontifícia Universidade João Paulo II em Cracóvia. 
A partir de 2004, envolveu-se na criação de um hospício em Puck. Coordenou a construção do hospício de 2007 a 2009. Permaneceu como diretor da instituição até sua morte. Como diretor, envolveu jovens delinquentes no voluntariado do hospício. Além de trabalhar no hospital psiquiátrico, trabalhou como catequista em uma escola secundária de 2004 a 2011, além de servir como vigário. Em 2010, foi professor de bioética na Universidade Nicolau Copérnico de Toruń.
Ele se tornou embaixador da Jornada Mundial da Juventude organizada em Cracóvia em 2016.
Ele sofria de problemas de saúde desde o nascimento, tendo um grave déficit de visão e paresia do lado esquerdo. Em 2012, ele foi diagnosticado com glioblastoma e morreu da doença em 28 de março de 2016.

## Prêmios e legado
- Em 11 de abril de 2012, ele foi condecorado com a Ordem da Polônia Restituta pelo presidente polonês Bronisław Komorowski.[2]
- Ele foi premiado com o título de cidadão honorário de Puck.[6]
- Em 2022, foi lançado o filme biográfico Johnny sobre sua vida. O filme teve o segundo melhor resultado de bilheteria na Polônia em 2022.[7]